# Luka Marin
Luka Marin (Osijek, 16 marzo 1998) è un calciatore croato, difensore del Mladost Ždralovi.

## Carriera
Cresciuto nel settore giovanile dell'Osijek, ha esordito in prima squadra il 13 maggio 2016 disputando l'incontro di Prva hrvatska nogometna liga perso 4-2 contro l'Inter Zaprešić.

## Statistiche

### Presenze e reti nei club
Statistiche aggiornate al 1º novembre 2021.
| Stagione        | Squadra         | Campionato      | Campionato | Campionato | Coppe nazionali | Coppe nazionali | Coppe nazionali | Coppe continentali | Coppe continentali | Coppe continentali | Altre coppe | Altre coppe | Altre coppe | Totale | Totale |
| Stagione        | Squadra         | Comp            | Pres       | Reti       | Comp            | Pres            | Reti            | Comp               | Pres               | Reti               | Comp        | Pres        | Reti        | Pres   | Reti   |
| --------------- | --------------- | --------------- | ---------- | ---------- | --------------- | --------------- | --------------- | ------------------ | ------------------ | ------------------ | ----------- | ----------- | ----------- | ------ | ------ |
| mag. 2016       | Osijek          | 1.HNL           | 1          | 0          |                 | -               | -               |                    | -                  | -                  |             | -           | -           | 1      | 0      |
| 2016-2017       | Osijek          | 1.HNL           | 2          | 0          | CC              | 1               | 0               |                    | -                  | -                  |             | -           | -           | 3      | 0      |
| 2017-2018       | Osijek          | 1.HNL           | 1          | 0          | CC              | 0               | 0               |                    | -                  | -                  |             | -           | -           | 1      | 0      |
| 2018-2019       | Osijek          | 1.HNL           | 1          | 0          | CC              | 0               | 0               |                    | -                  | -                  |             | -           | -           | 1      | 0      |
| 2019-2020       | Osijek          | 1.HNL           | 1          | 0          | CC              | 0               | 0               | UEL                | 1                  | 0                  |             | -           | -           | 2      | 0      |
| Totale Osijek   | Totale Osijek   | Totale Osijek   | 6          | 0          |                 | 1               | 0               |                    | 1                  | 0                  |             | -           | -           | 8      | 0      |
| set.-dic. 2020  | Olimpia Lubiana | 1.SNL           | 12         | 1          | CS              | 1               | 0               |                    | -                  | -                  |             | -           | -           | 13     | 1      |
| gen.-mag. 2021  | Diósgyőr        | NB1             | 11         | 0          | CU              | 0               | 0               |                    | -                  | -                  |             | -           | -           | 11     | 0      |
| 2021-2022       | Istria 1961     | 1.HNL           | 10         | 0          | CC              | 1               | 0               |                    | -                  | -                  |             | -           | -           | 11     | 0      |
| Totale carriera | Totale carriera | Totale carriera | 39         | 1          |                 | 3               | 0               |                    | 1                  | 0                  |             | -           | -           | 43     | 1      |